# Skanda (buddhism)

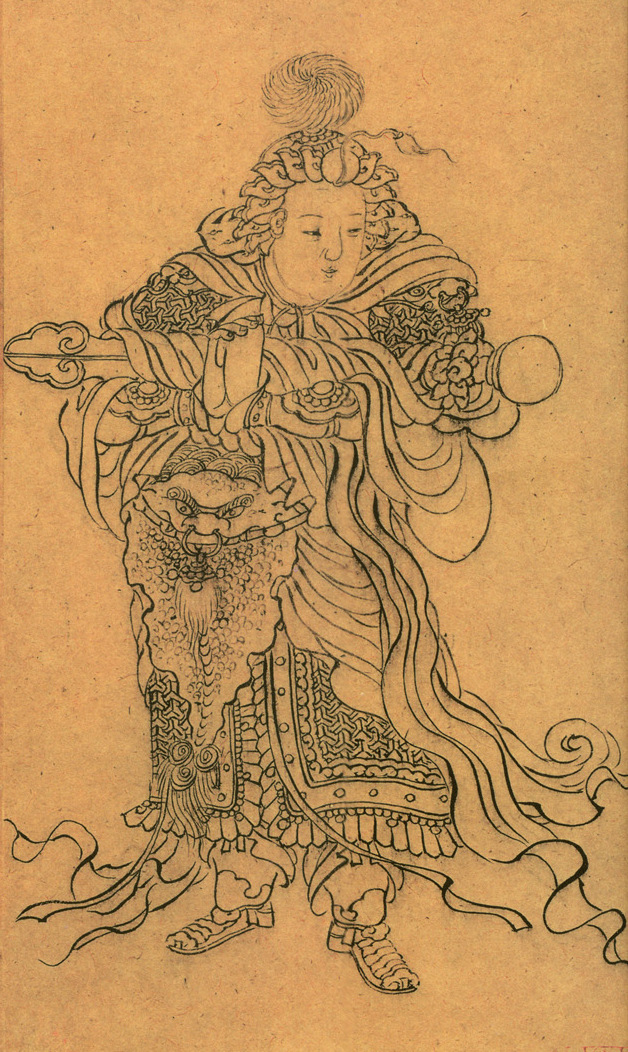
Skanda, tecknad av Zhao Mengfu under Yuandynastin.

Skanda är en buddhistisk gud som sägs skydda den buddhistiska läran, dess heliga objekt och heliga platser. Skanda är motsvarigheten till den hinduiska guden Kartikeya.
I Kina är Skanda känd som Weituo tian och i Japan som Idaten. I Östasien är Skanda särskilt populär, och avbildas ofta som en bodhisattva.